# Young Wild West Trapping a Tricky Rustler
Young Wild West Trapping a Tricky Rustler è un cortometraggio muto del 1912 diretto da Al E. Christie (Al Christie).

## Produzione
Il film fu prodotto dalla Nestor Film Company.

## Distribuzione
Distribuito dall'Universal Film Manufacturing Company, il film - un cortometraggio di una bobina - uscì nelle sale cinematografiche USA il 19 agosto 1912.